# 아산 우에드라오고
포르잔 아산 우에드라오고 (Forzan Assan Ouédraogo, 2006년 5월 9일 ~ )는 부르키나파소계 독일의 축구 선수이며, 샬케 04에서 미드필더로 뛰고 있다. 그의 아버지는 부르키나파소 축구 국가대표팀을 대표해 29경기 출장 5골을 기록한 알라산 우에드라오고이다.